# Massacre de Jilava
Le massacre de Jilava est un acte de violence politique ayant eu lieu les 26 et 27 novembre 1940 au centre pénitentiaire de Jilava, près de Bucarest en Roumanie. 
Soixante-quatre détenus ont été exécutés par la Garde de fer pour « venger l'assassinat » de leur chef Corneliu Codreanu en 1938 par le régime carliste.

## Personnalités exécutées
- Victor Iamandi, ancien ministre de la Justice
- Gheorghe Argeșanu, commandant militaire de Bucarest et ancien président du Conseil des ministres

Une cinquantaine de gendarmes et de policiers ont aussi été exécutés.

### Sources bibliographiques
- Constantin Giurescu et Sorana Gorjan, History of Bucharest, p. 98, 1976.
- Nicholas Constantinesco, Romania in Harm's Way, 1939–1941, p. 230–32, éd. Columbia University Press, 2004.
- Un comisar acuză, film de Sergiu Nicolaescu basé sur ce massacre.